# Čchü-ťing
Čchü-ťing (čínsky pchin-jinem Qǔjìng, znaky 曲靖) je městská prefektura v Čínské lidové republice. Leží na Jünnansko-kuejčouské vysočině ve východní části čínské provincie Jün-nan v jihozápadní Číně. Po Kchun-mingu, hlavním městě, se jedná o druhou nejlidnatější prefekturu provincie; žije zde bezmála šest milionů obyvatel na celkové ploše 29 tisíc čtverečních kilometrů.
Čchü-ťing je průmyslové město, mezi hlavní odvětví patří výroba automobilů, energetika a chemické inženýrství.

## Správní členění
Městská prefektura Čchü-ťing se člení na devět celků okresní úrovně, a sice tři městské obvody, jeden městský okres a pět okresů.
| Čchi-lin Čan-i Ma-lung městský okres · Süan-wej okres · Lu-liang okres · Š’-cung okres · Luo-pching okres · Fu-jüan okres · Chuej-ce |        |                       |             |                                         |
| Název | Název  | Počet obyvatel (2020) | Rozloha km² | Hustota zalidnění (obyv. na km²) (2020) |
| český přepis | znaky  | Počet obyvatel (2020) | Rozloha km² | Hustota zalidnění (obyv. na km²) (2020) |
| Městské obvody |        |                       |             |                                         |
| Čchi-lin | 麒麟区 | 996 279               | 1 547       | 644                                     |
| Čan-i | 沾益区 | 405 305               | 2 812       | 144                                     |
| Ma-lung | 马龙区 | 193 137               | 1 592       | 121                                     |
| Městský okres |        |                       |             |                                         |
| Süan-wej | 宣威市 | 1 189 813             | 6 054       | 197                                     |
| Okresy |        |                       |             |                                         |
| Lu-liang | 陆良县 | 599 266               | 1 992       | 301                                     |
| Š’-cung | 师宗县 | 376 902               | 2 769       | 136                                     |
| Luo-pching | 罗平县 | 535 565               | 3 009       | 178                                     |
| Fu-jüan | 富源县 | 675 229               | 3 252       | 208                                     |
| Chuej-ce | 会泽县 | 794 279               | 6 017       | 132                                     |
| |        |                       |             |                                         |
| Celkem | Celkem | 5 765 775             | 29 044      | 199                                     |

## Partnerská města
- Nakhon Pathom, Thajsko
- Tyler, Texas, USA